# Stay (film, 2005)
Pour les articles homonymes, voir Stay.
Ne doit pas être confondu avec Stay (film, 2013).
Pour plus de détails, voir Fiche technique et Distribution.
Stay est un film américain réalisé par Marc Forster, sorti en 2005.

## Synopsis
Sam Forster, psychiatre, reçoit un jour à son cabinet un étudiant, Henry Letham. Il apparaît très vite comme quelqu'un de dépressif, et confie au psychiatre qu'il a décidé de mettre fin à ses jours dans 3 jours. Se lance alors une course effrénée contre la montre pour Sam, qui cherche à découvrir les raisons de son mal-être afin de pouvoir le sauver.

## Fiche technique
- Titre : Stay
- Titre québécois : Reste
- Réalisation : Marc Forster
- Scénario : David Benioff
- Production : Eric Kopeloff, Tom Lassally, Bill Carraro, Guymon Casady et Arnon Milchan
- Sociétés de production : New Regency Pictures et Epsilon Motion Pictures
- Budget : 50 millions de dollars
- Musique : Asche et Spencer
- Photographie : Roberto Schaefer
- Montage : Matt Chesse
- Décors : Kevin Thompson
- Costumes : Frank L. Fleming
- Pays d'origine : États-Unis
- Langue : anglais
- Format : couleurs - 2,35:1 - DTS / Dolby Digital - 35 mm
- Genre : thriller, drame
- Durée : 99 minutes
- Dates de sortie : 24 septembre 2005 (festival de Rio de Janeiro), 21 octobre 2005 (États-Unis), 5 avril 2006 (Belgique), 26 juillet 2006 (France)

## Distribution
- Ewan McGregor (VF : Bruno Choël) : Sam Foster
- Ryan Gosling (VF : Damien Boisseau) : Henry Letham
- Naomi Watts (VF : Laurence Dourlens) : Lila Culpepper
- Elizabeth Reaser (VF : Odile Cohen) : Athena
- Kate Burton (VF : Monique Nevers) : Maureen Letham
- Amy Sedaris : Toni
- Bob Hoskins (VF : Michel Fortin) : le docteur Leon Patterson
- Janeane Garofalo (VF : Frédérique Tirmont) : le docteur Elizabeth « Beth » Levy
- B. D. Wong (VF : Didier Cherbuy) : le docteur Ren
- Becky Ann Baker : l'infirmière / la cuisinière
- Sterling K. Brown : Frederick / Devon
- Isaac de Bankolé : le professeur

## Production

### Script
Fort du succès littéraire de son roman La 25e heure, David Benioff propose son premier script Stay aux enchères en octobre 2001. Après une journée, la meilleure proposition fut celle de New Regency avec une offre s'élevant à 1,8 million de dollars.

On annonce déjà ce film comme le prochain Sixième Sens (de M. Night Shyamalan).

### Réalisation
New Regency envisage dans un premier temps de confier la réalisation de Stay à David Fincher mais, après un an, ce dernier se détourne du projet. Marc Forster rencontre alors Arnon Milchan et lui exprime son intérêt pour le script. « Lorsque j'ai découvert ce scénario, il ne m'a pas tellement intéressé mais je n'arrivais plus à me le sortir de la tête. Quelques mois plus tard, je l'ai relu et j'ai réalisé que derrière l'histoire se cachait un autre niveau de lecture fascinant, un conte visuel et émotionnel qui versait dans l'expérimental et l'abstrait. », Dès lors, New Regency donne carte blanche à Forster pour la réalisation.

### Choix des interprètes
En mai 2003, le rôle du psychiatre Sam Foster est proposé à Ewan McGregor.
Naomi Watts rejoint le casting le mois suivant pour jouer Lila. Cette dernière déclare « Le scénario de Stay a été un choc. J'ai d'abord voulu faire ce film pour Marc, parce que tout ce qu'il fait plonge profondément dans le psychisme humain, mais aussi parce que le script m'a parlé instantanément. C'est un thriller intelligent, mais avec beaucoup de cœur ».
Le trio est enfin complété par l'arrivée de Ryan Gosling dans le rôle d'Henry Letham, l'étudiant mystérieux et suicidaire.

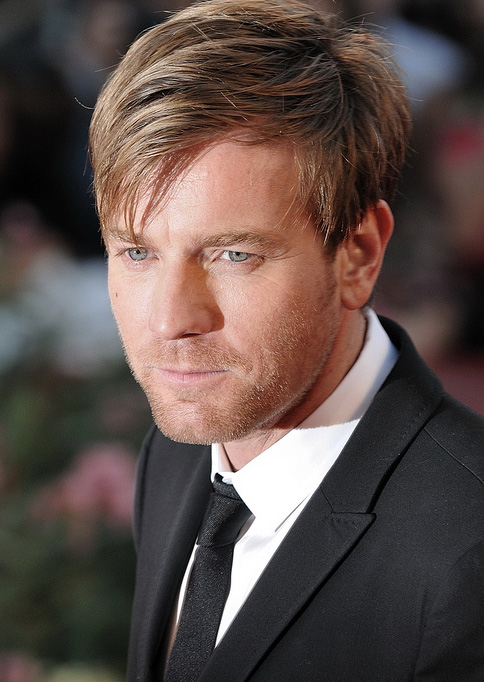
Ewan McGregor
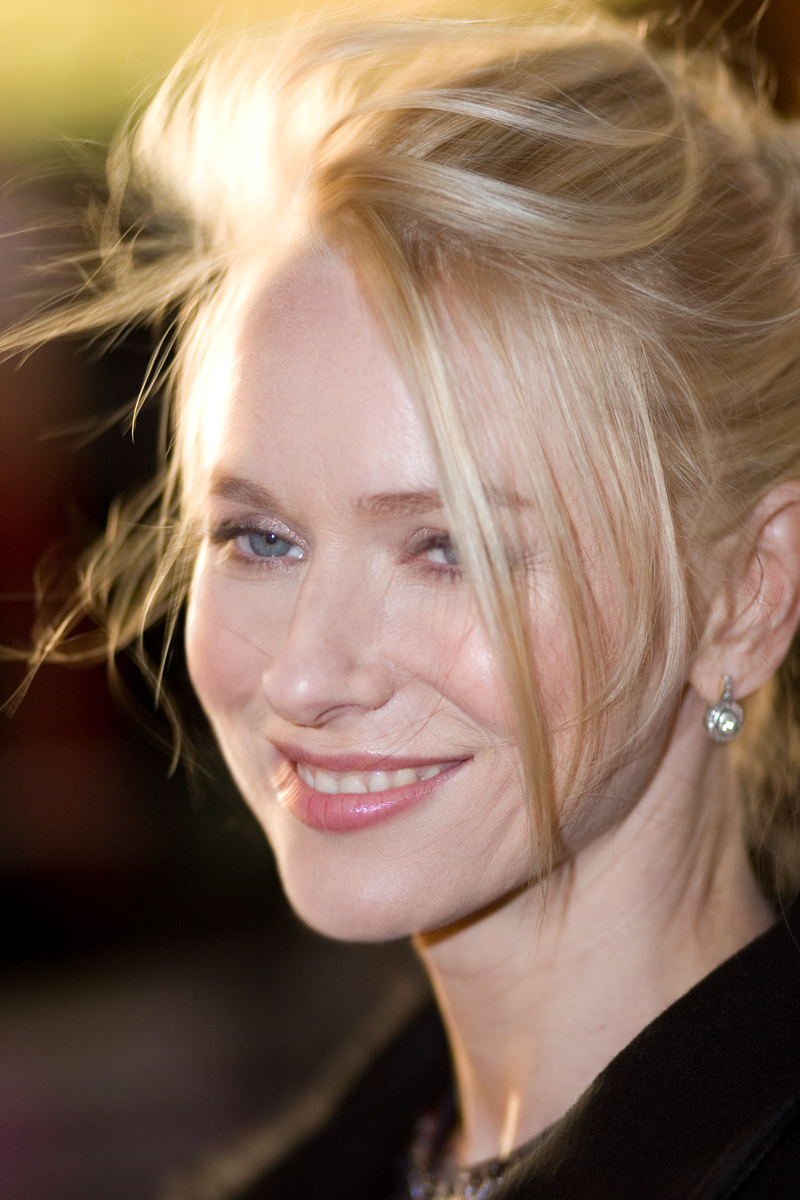
Naomi Watts
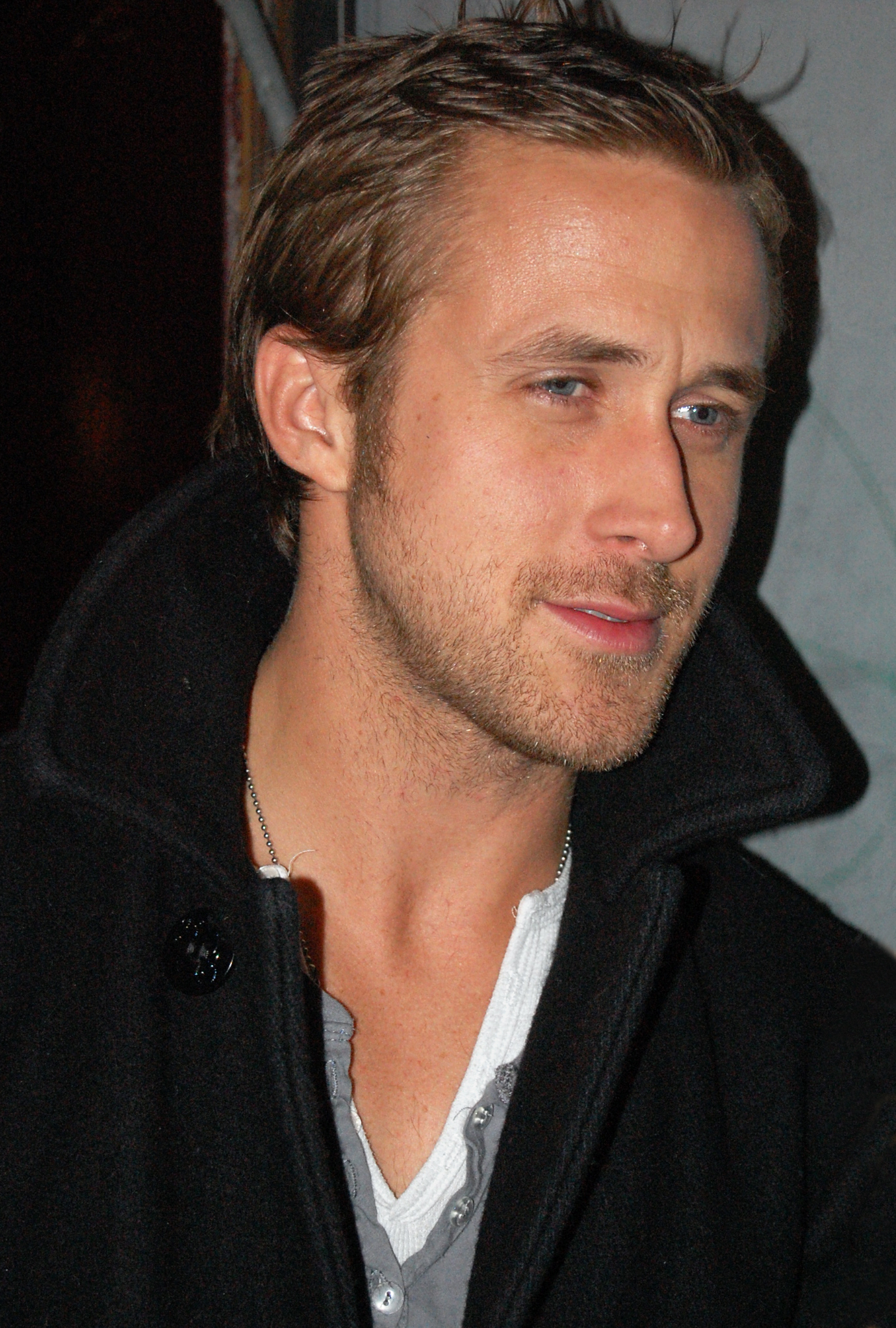
Ryan Gosling

### Tournage
Le tournage s'est essentiellement déroulé à Manhattan, New York du 24 septembre 2003 à janvier 2004.
Parmi les lieux de tournage, on retrouve le Albert Lerner Hall, situé sur le campus de l'Université Columbia et le Pont de Brooklyn. Une séquence a été tournée à la Cathédrale Saint-Jean le Divin de New York montrant un escalier hélicoïdal dans lequel Sam Foster perd de vue Athena et finit par tomber. La librairie fréquentée par Henry Letham est en réalité une des bibliothèques publiques de New York située sur la 58e Rue entre Park et Lexington Avenue.
David Benioff est New-Yorkais et le scénario est une immersion dans cette ville. Pour Marc Forster, New York est un personnage à part entière, quasi organique et mutant. « Je voulais vraiment penser en dehors des sentiers battus et offrir un point de vue différent sur Manhattan. J'ai une passion pour l'architecture et je m'intéresse à la manière dont les lieux peuvent aider à définir les personnages, souligner l'anxiété et l'intensité émotionnelle. J'ai tiré parti de la richesse et de la multitude de New York pour ajouter une autre dimension à l'histoire ».
L'élément visuel le plus récurrent du film est le Pont de Brooklyn, qui apparaît sur les toiles d'Henry et de Lila, en vue par la fenêtre du cabinet de Sam, sur les images qui défilent dans le peep-show, et surtout c'est le lieu de l'accident routier d'Henry et de sa famille.

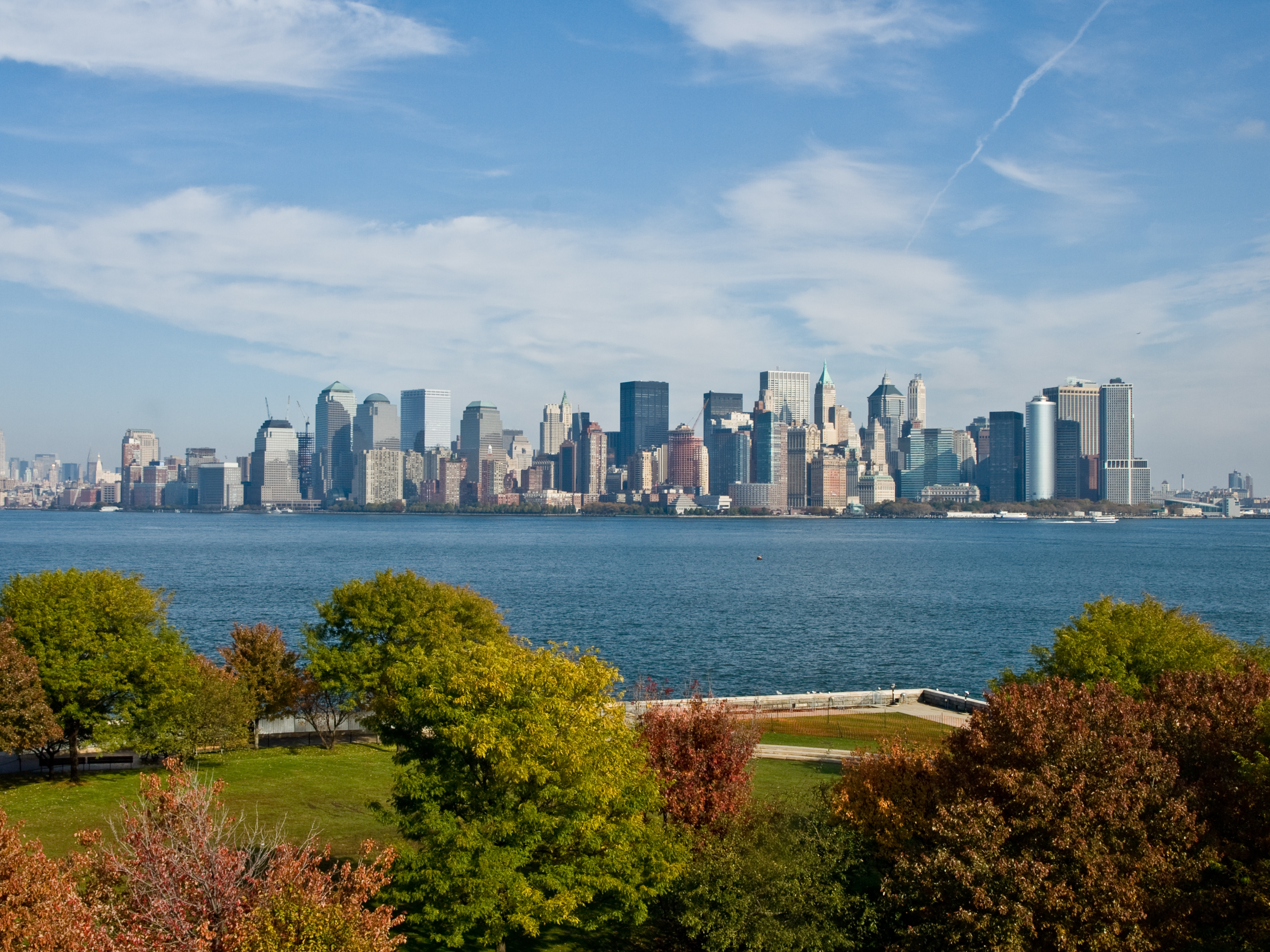
Vue sur Manhattan depuis Ellis Island
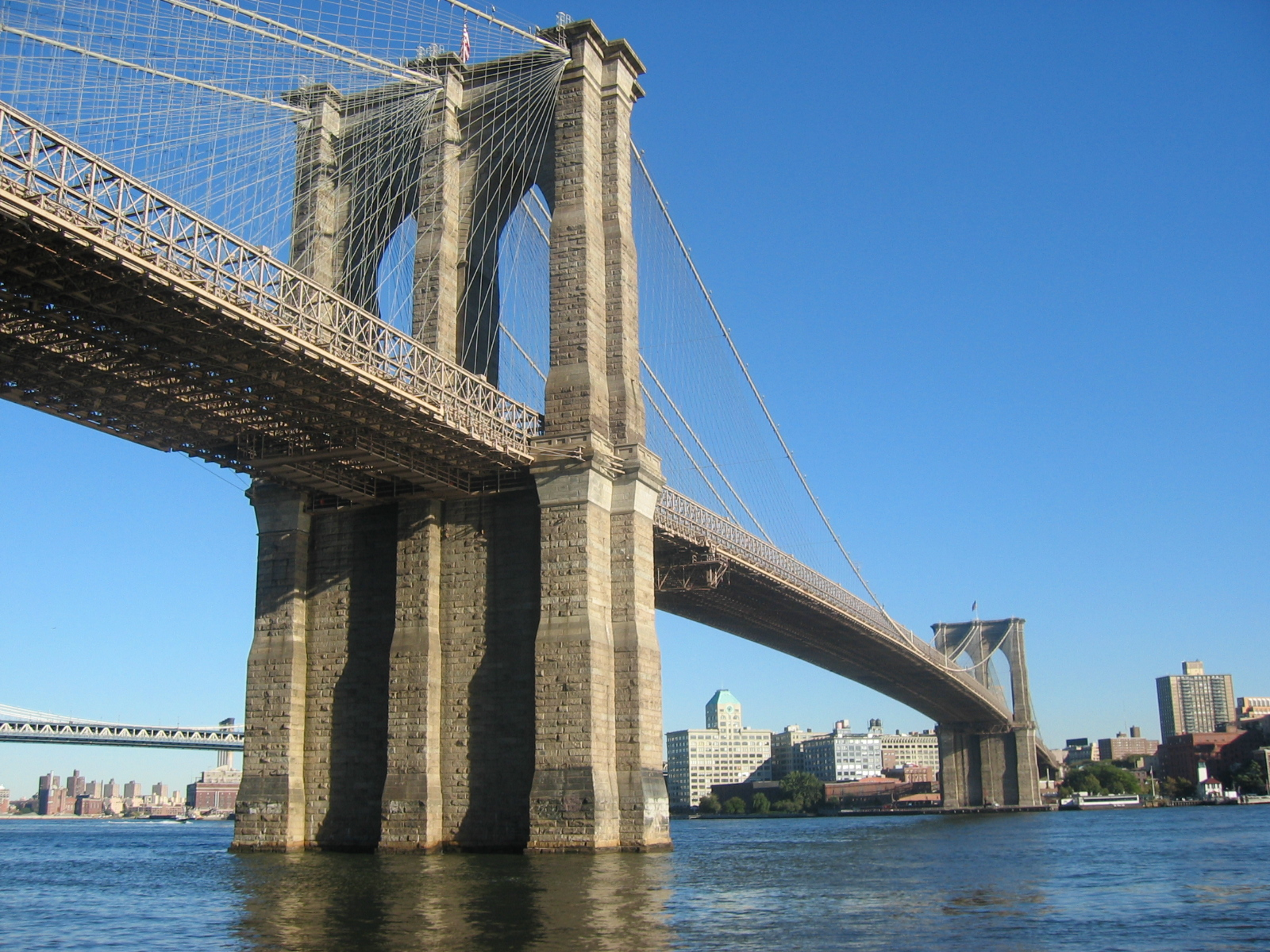
Pont de Brooklyn
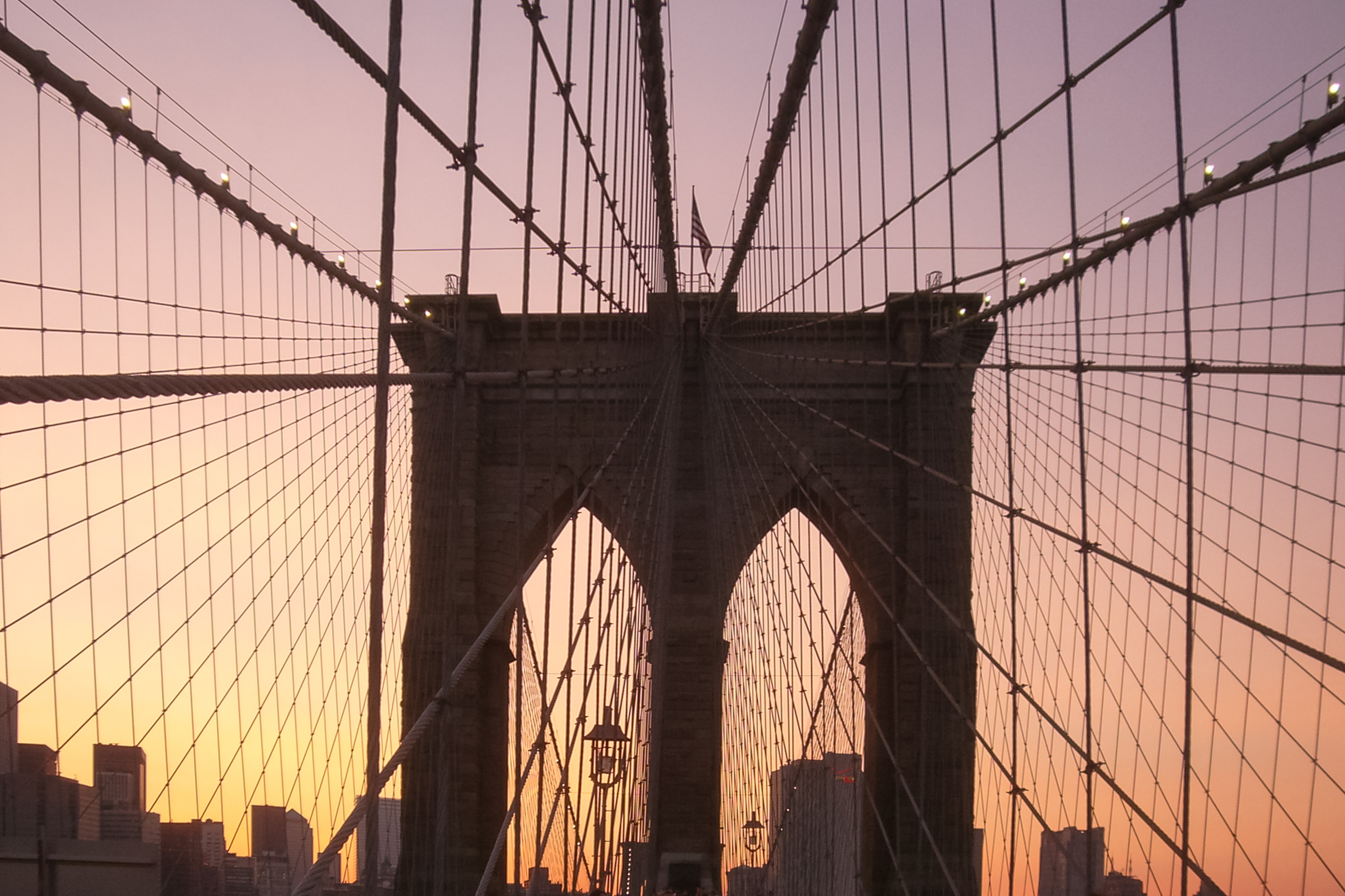
Promenade du Pont de Brooklyn
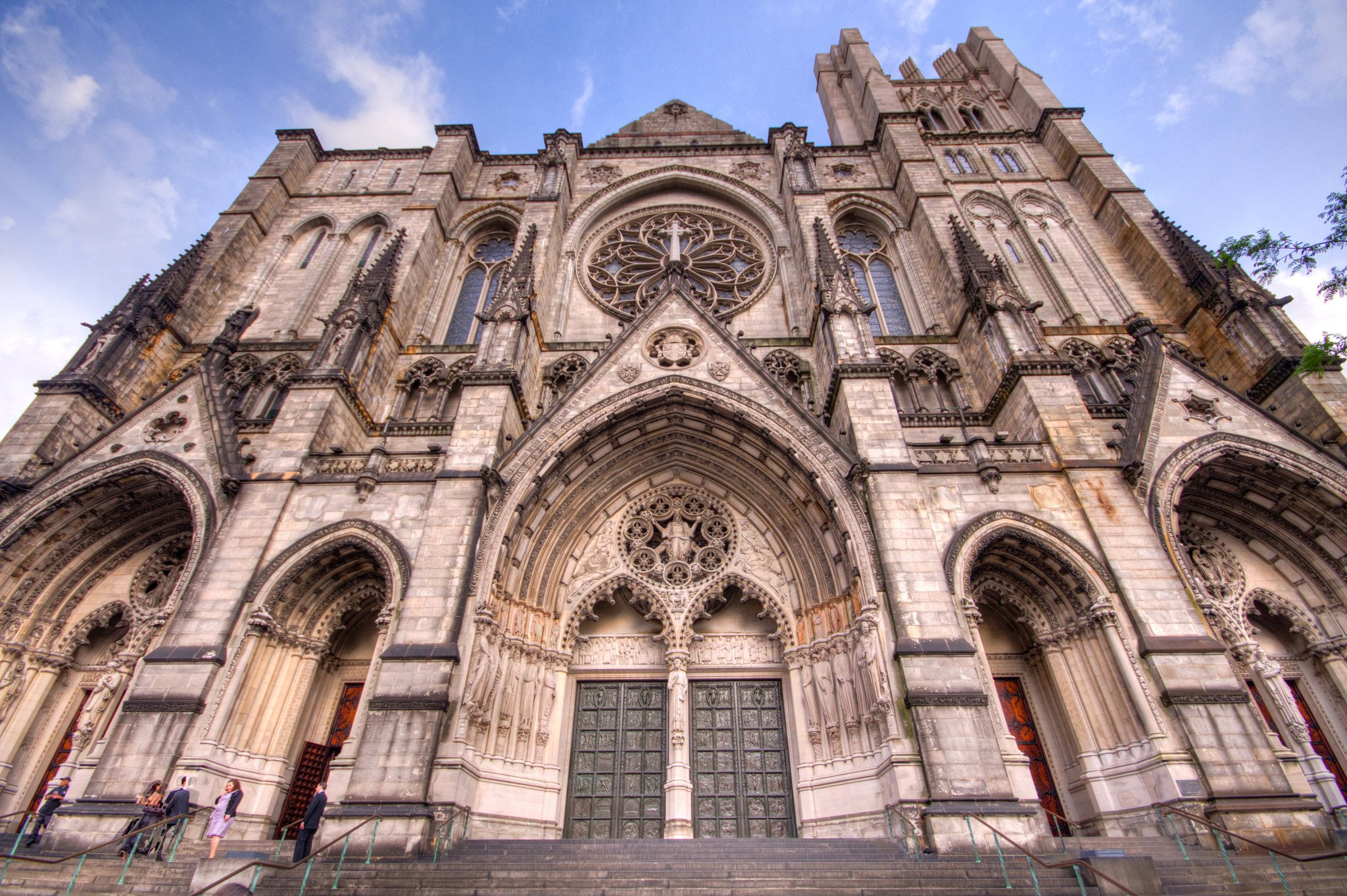
Cathédrale Saint-Jean le Divin

## Bande originale
La bande originale du film est composée par collectif d'artistes Asche et Spencer, spécialisés dans la création audiovisuelle. Ces derniers avaient déjà collaboré avec Marc Forster pour la musique du film À l'ombre de la haine (Monster's Ball) en 2001.
Aux compositions de Asche et Spencer s'ajoutent les titres suivants :
- Aleph 2, interprété par Photek
- Something's Got to Change, interprété par Holly Marilyn
- Angel, interprété par Massive Attack
- These Eyes, interprété par The Guess Who
- Cold Water, interprété par Damien Rice
- Who Am I (Animatrix edit), interprété par Peace Orchestra et Hubert Tubbs (en)

## Analyse
(février 2009).
Si vous disposez d'ouvrages ou d'articles de référence ou si vous connaissez des sites web de qualité traitant du thème abordé ici, merci de compléter l'article en donnant les références utiles à sa vérifiabilité et en les liant à la section « Notes et références ».

### Principe
Il s'agit en substance d'une excellente étude du domaine du rêve et du délire. Henry est au début du film (lors de son accident de voiture) plongé dans un léger coma qui l'engage dans un processus hallucinatoire, qui occupe tout le temps du film entre les scènes d'ouverture et de clôture. C'est sous le prétexte de ce délire d'Henry choqué et mourant que sont posées la plupart des interrogations relatives à la "logique" onirique : l'utilisation dans le rêve des sons perçus en dormant, ainsi que la distorsion du temps, expliquant ainsi l'impression fréquente d'avoir dormi plus longtemps que le temps réel qu'on a passé endormi.

### Construction du rêve
C'est donc allongé sur le bitume, se vidant de son sang, que Henry imagine les péripéties du docteur Foster. Son rêve est donc un mélange de ce que son cerveau perçoit en ce moment critique, de toutes les informations disponibles dans sa mémoire, et d'une bonne dose d'imagination inhérente à tous les rêves. Dès le début, Henry dit à Sam qu'il entend des voix, et ne semble pas capable de différencier celles qui sont dans sa tête de celles que tout le monde entend. En fait, la réalité de Henry Letham se confond entre la scène de l'accident (la réalité) et son rêve (la réalité pour Sam Foster). Un point de confusion important réside aussi dans l'utilisation des protagonistes de la scène de l'accident, pour la construction du rêve. En effet, on remarque à de nombreuses reprises que les gens que croisent Sam et Henry dans le rêve sont en plusieurs exemplaires (notamment dans le hall de la fac ou dans la rue). En effet, Henry ne peut utiliser que les personnes présentes dans sa mémoire (telles que Athéna et ses parents) et celles présentes sur les lieux de l'accident, ce qui l'oblige à réutiliser certains visages. Ainsi, l'inconnu qui lui fait éteindre sa cigarette dans le métro au début se retrouve gérant d'une librairie où Henry a ses habitudes à la fin. Pour les voix, c'est un processus un peu différent qui provoque leur insertion dans le rêve. Les phrases qu'il entend s'insèrent indépendamment de sa volonté dans son rêve, mais sont adaptées à la situation grâce à son imagination (sous la forme d'un téléphone qui sonne par exemple…).

### Sens du rêve
Le rêve entier est ponctué par l'intense culpabilité que semble ressentir Henry qui prétend avoir tué ses parents. C'est un sentiment qui doit en fait réellement le submerger alors qu'il est en train de mourir, car il se rend responsable de l'accident. Bizarrement il n'intègre pas Athena dans cette culpabilité, alors que celle-ci est présente dans la voiture au moment de l'accident. Pourtant il montre quand même une séparation forte entre eux, qui est matérialisée par la rupture des deux personnages dans le rêve. Il parle d'elle au passé, comme d'un amour qui n'a pas abouti car elle est "partie" soudainement sans rien dire. Athena et Henry ne se croisent pas durant le rêve. On peut aussi pousser l'interprétation jusqu'à penser que ce rêve a pour but de décider si Henry tient à la vie, et s’il veut lutter pour y rester, mais il est tellement rongé par la culpabilité qu'il refuse de se battre et s'offre à la mort, d'où la question du suicide programmé dans le rêve.

### Indices de l'auteur
S’il ne peut échapper au spectateur que le film ne se déroule pas tout à fait dans la réalité, il n'est pas forcément évident de comprendre tout de suite que l'on vit le dernier rêve d'Henry. À ce titre, nombreux sont les critiques qui n'ont pas apprécié le film sous prétexte que le réalisateur s'amusait à nous enliser dans un scénario trop complexe et qui nous laisse sur notre faim. Pourtant, l'auteur laisse des indices plus ou moins explicites au sein même du rêve d'Henry. L'un des principaux indices concerne le mentor imaginaire d'Henry, Tristan Rêveur. Il faut savoir que dans la version originale, cet artiste s'appelle aussi Tristan Rêveur. L'indice est donc d'autant plus aisé à comprendre pour les francophones, puisque ce nom nous met directement sur la piste du rêve. Le fait que les protagonistes du rêve semblent confondre parfois Sam (le personnage principal du rêve) et Henry (le personnage principal du film), doit nous mener à comprendre que c'est en fait Henry qui mène l'histoire. Il est aussi question lors de la partie d'échec du rêve d'un père énoncé par Freud au sujet de son enfant prisonnier des flammes. Alors que le rêve est expliqué à Sam, le réalisateur insère une image rapide de la voiture en feu à côté d'Henry au début du film, comme pour nous forcer à faire la comparaison. Il y a aussi les multiples représentations du pont de Brooklyn, sur lequel a lieu l'accident, que l'on peut voir sur différents tableaux, dans le jeu d'échecs (les tours ont en effet l'apparence des piliers du pont), ou encore dans le reflet des lunettes du vieillard sur le banc. On peut également remarquer le grand nombre de panneaux ou de symboles matérialisant un danger, peut-être un moyen de signifier que celui qui rêve se trouve dans une situation périlleuse, ce qui est effectivement le cas.
De plus, plusieurs personnages secondaires nous donnent des indices sur la scène qui se déroulent réellement sur le pont de Brooklyn ; lors de la scène avec les bélugas, un couple dit en retrait: « il ne s'en sortira pas » à l'intention de Henry, puisqu'en fait, ce sont des témoins de l'accident et qu'ils comprennent que Henry va en mourir. La psychologue de Henry va aussi dire à Sam qu'elle « ne l'a pas touché » et qu'elle « sait qu'il ne faut pas les toucher »en parlant des victimes d'un accident, qu'il ne faut pas les toucher avant que les ambulances arrivent. Elle est en fait la première témoin de l'accident de Henry et de sa famille et c'est elle qui a appelé les secours.

## Réception du film
Stay a recueilli environ 8,3 millions de dollars de recettes dans le monde entier (dont 3,6 millions aux États-Unis et 4,7 millions à l'étranger). Avec un budget total estimé à 50 millions de dollars, le film se révèle être un échec commercial.

Stay reste en moyenne 2 semaines sur les écrans avant de disparaître des cinémas.

## Tristan Rêveur
Tristan Rêveur est un artiste peintre fictif auquel il est fait référence dans le film Stay de Marc Forster. Son œuvre est inconnue car il a brûlé toutes ses peintures avant de se suicider le jour de ses 21 ans, d'une balle dans la tête sur le Pont de Brooklyn, qu'il considère comme la plus belle œuvre du XXe siècle.
Citations:
- "La mauvaise peinture est tragiquement plus belle que la bonne parce qu'elle dépeint la faillite humaine."
- "Un suicide élégant est l'ultime œuvre d'art."

## Citations
- Lila:"-Dis-moi que je suis douée."
- Sam:"-Tu es douée."
- Lila:"-Dis-moi qu'il se souviendra de moi."
- Sam:"-Qui ça il?"
- Lila:"-Le monde..."

- Henry:"-Je me suis volontairement brûlé."
- Sam:"-Brûlé? Pourquoi vous avez fait ça?"
- Henry:"-Je m'entraîne pour l'enfer..."

- Henry:"-Ce sera samedi soir, j'vais me tuer à minuit"